# Baltazar Fontana
Baltazar Fontana nebo také Baldassare Fontana (26. červen 1661 Chiasso – 6. říjen 1733 Chiasso) byl italský barokní sochař a štukatér působící na Moravě ve službách biskupa Karla z Lichtensteinu-Castelcorna a premonstrátského řádu. Na přelomu 17. a 18. století tvořil na území polského Krakova a okolí. Na mnoha zakázkách spolupracoval s malíři Paolem Paganim a Innocenzem Montim. Do své rodné Itálie se během života pravidelně vracel, a zde také zemřel. Jeho dílo ovlivnilo mnoho dalších sochařů, například Filipa Sattlera, Ondřeje Zahnera nebo Josefa Winterhaldera st.

## Život a dílo
Baldassare Fontana se narodil 26. června 1661 v Chiassu na území dnešního Švýcarska. Počátkem jeho zaměření byla sochařská obec v nedalekém městě Como. Touha po formálním vzdělání talentovaného sochaře zavedla v roce 1680 na studijní cestu do Říma. Zde přišel do kontaktu s okruhem umělců a žáků slavného sochaře Gianlorenza Berniniho, konktrétně Antonia Raggiho, u kterého zřejmě vstoupil do jeho dílny. V ateliéru se setkal s architektem Carlo Fontanou, Baldassarovým bratrancem, který ho zasvětil do základů stavitelství.

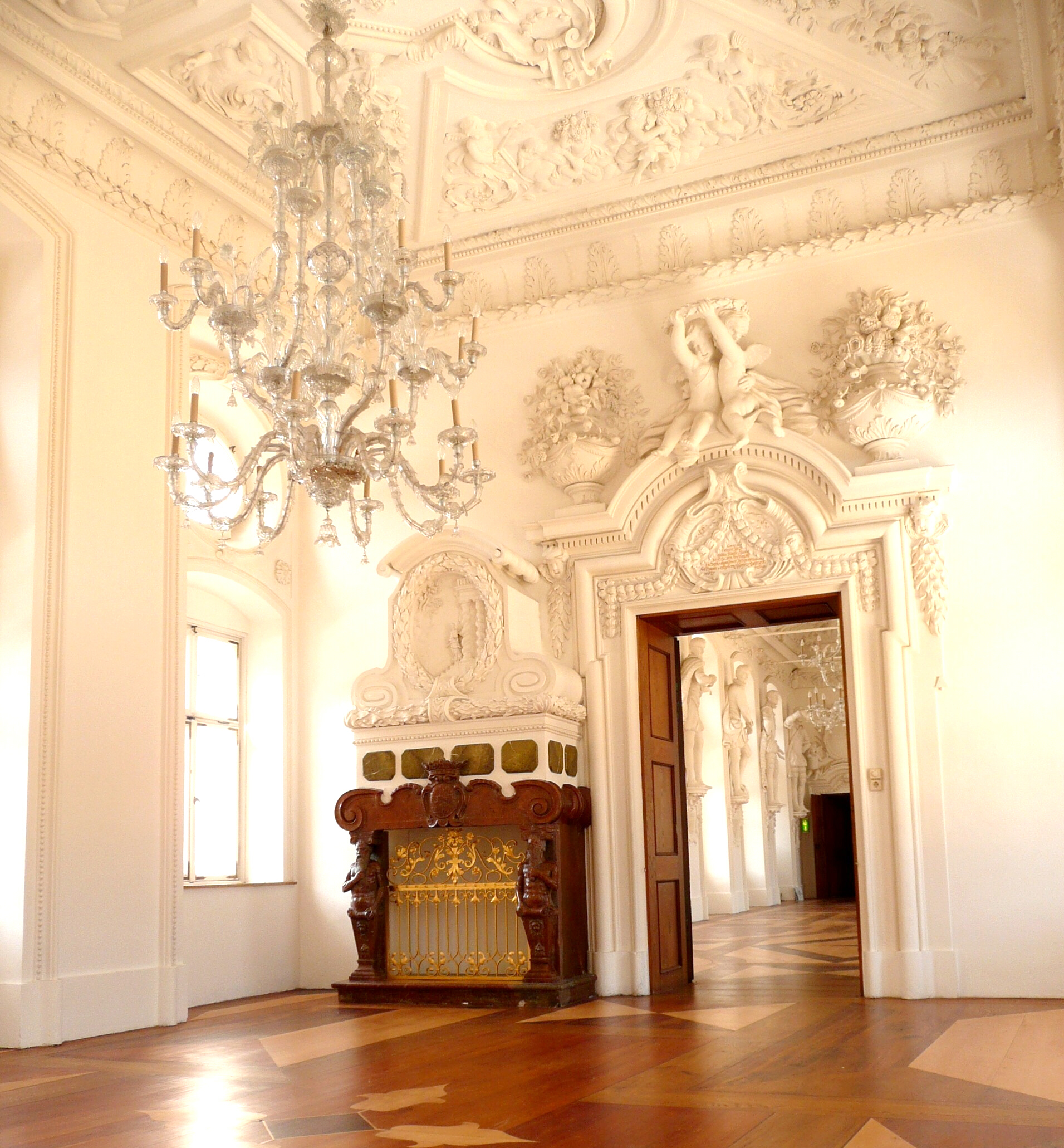
Sál předků na zámku Hohenaschau

Jednou z prvních známých Fontanových realizací je rokem 1683 datovaná výzdoba tří sálů na bavorském zámku Hohenaschau. V českých zemích, konkrétně na Moravě se objevuje až kolem roku 1688 v souvislosti se zakázkou pro olomouckého biskupa Karla II. z Lichtensteinu-Castelcorna. Sochař se zřejmě podílel na dnes již převážně zničené výzdobě poutního kostela ve Staré Vodě. Biskup s ním poté roku 1691 podepsal smlouvu na výzdobu místností svého rezidenčního zámku v Kroměříži, který byl přestavován podle projektů Filiberta Luccheseho a Giovanniho P. Tencally. Po dnes nezachovaných úpravách zámeckých sálů následovala výzdoba tří místností saly terreny ve východním křídle. Sochař se zde potkal s malířem Paolo Paganim, který vymaloval štukové rámce mytologickými motivy. Při této práci je doložen i sochařův mladší bratr Francesco Fontana (1666–1698).

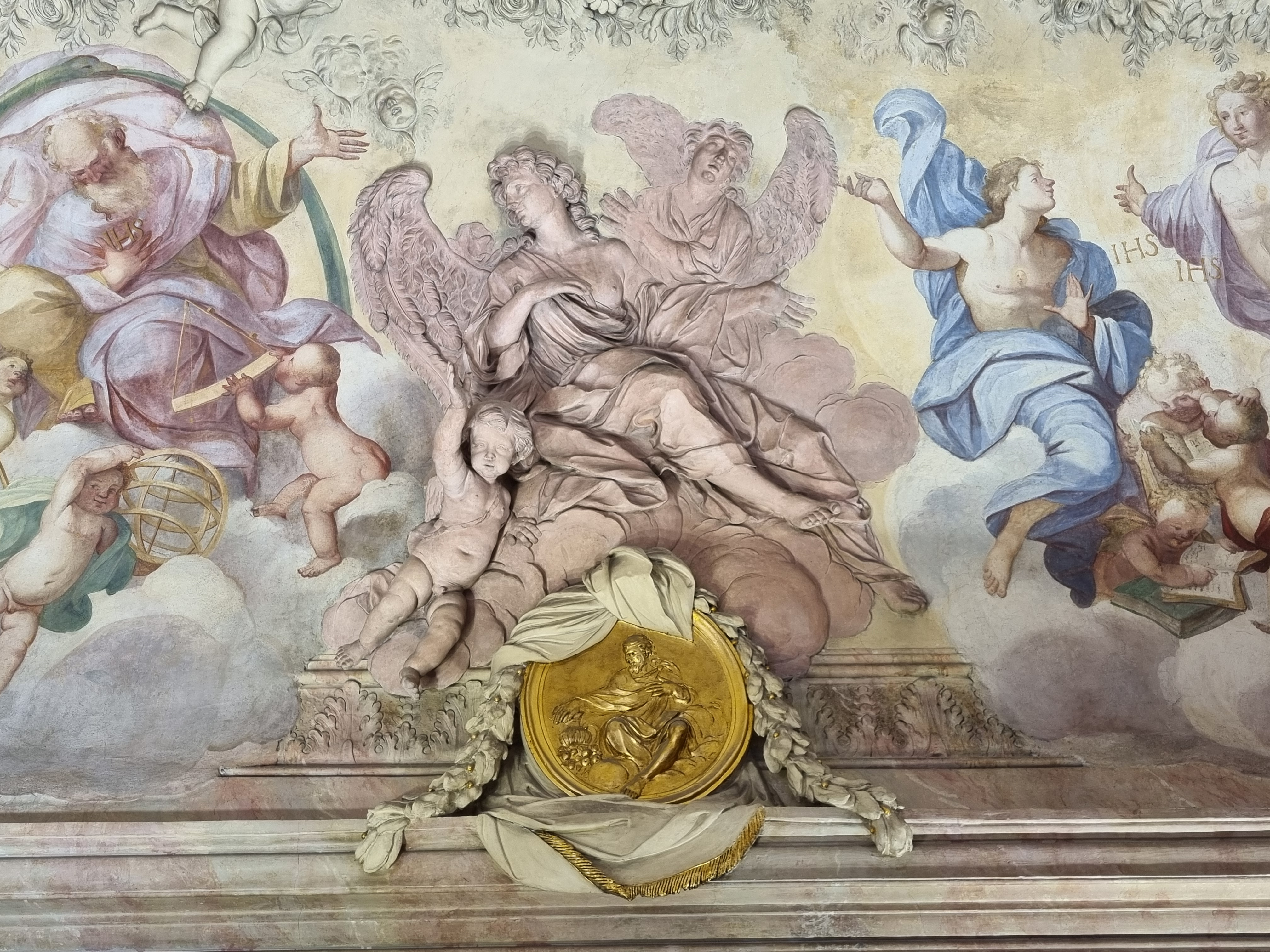
Detail výzdoby knihovny kláštera Hradisko s freskami I. Montiho

Velká část zakázek Baldassara Fontany je spojena s premonstrátským řádem, pro který zdobil nejen kostely ale také venkovské rezidence, např. Šebetově nebo Vřesovicích. Na počátku 90. let. 18. si opat Norbert Želecký přizval sochaře k velkolepé novostavbě kláštera na Hradisku u Olomouce. Sochař, který zde dostal za úkol vyzdobit interiéry, se sem v následujících letech ještě několikrát vrátil. Zvlášť ceněný je interiér konventní knihovny, ve kterém se snoubí polychromovaný a zlacený štukový dekor a malby Innocenza Montiho. Interiér klášterního kostela se po zrušení a přeměně budovy na nemocnici bohužel až na výjimky (oltář sv. Augustina) nezachoval. Kolem roku 1718 je štukovými oltáři opatřen také ambit s kaplí poutního kostela na Svatém Kopečku, který měli hradišťští premonstráti ve správě.

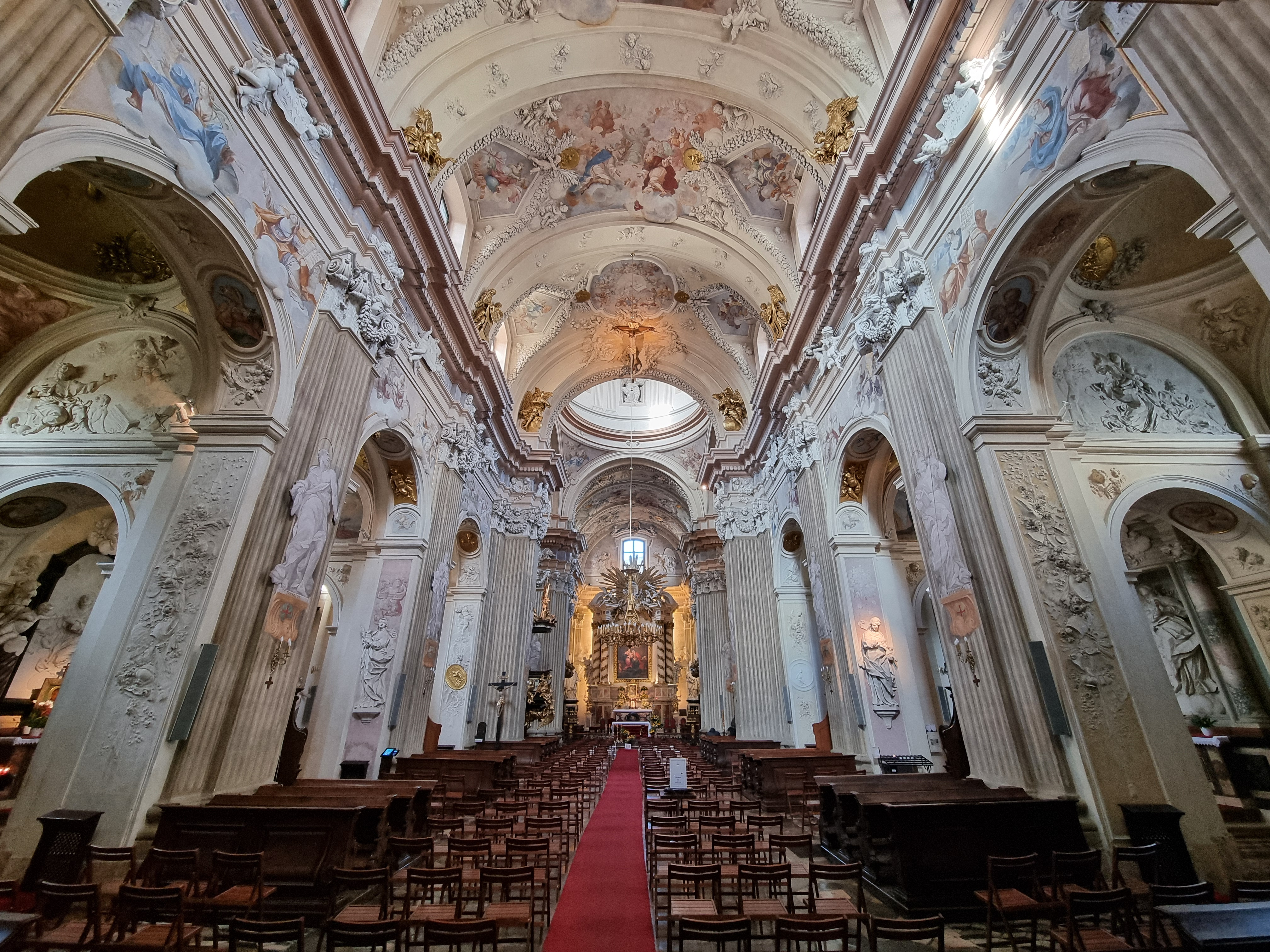
Interiér kostel sv. Anny v Krakově

V polovině roku 1695 odjíždí Fontana za prací do polského Krakova. Jeho nejvýznamnější prací zde bylo v letech 1695–1702 vytvoření komplexní štukové výzdoby univerzitního kostela sv. Anny podle koncepce krakovského rektora a právníka Šebestiána J. Piskorského. Malířská plátna na oltáře dodal Paolo Pagani, a fresky namalovali Innocenzo Monti a Karl Dankwart, kteří měli se sochařem pracovní i přátelské vazby. Fontana si své práce natolik vážil, že dokonce založil nadaci, z jejíchž výtěžků budou štuková a malířská díla v následujících letech udržovány. Ve městě samotném poté vyzdobil interiéry několika měšťanských domů a také kapli sv. Hyacinta v dominikánském kostele nebo kostel klarisek. Když se v létě roku 1702 blížila ke Krakovu švédská vojska, uprchl sochař s rodinou a malířem I. Montin zpět na Moravu.

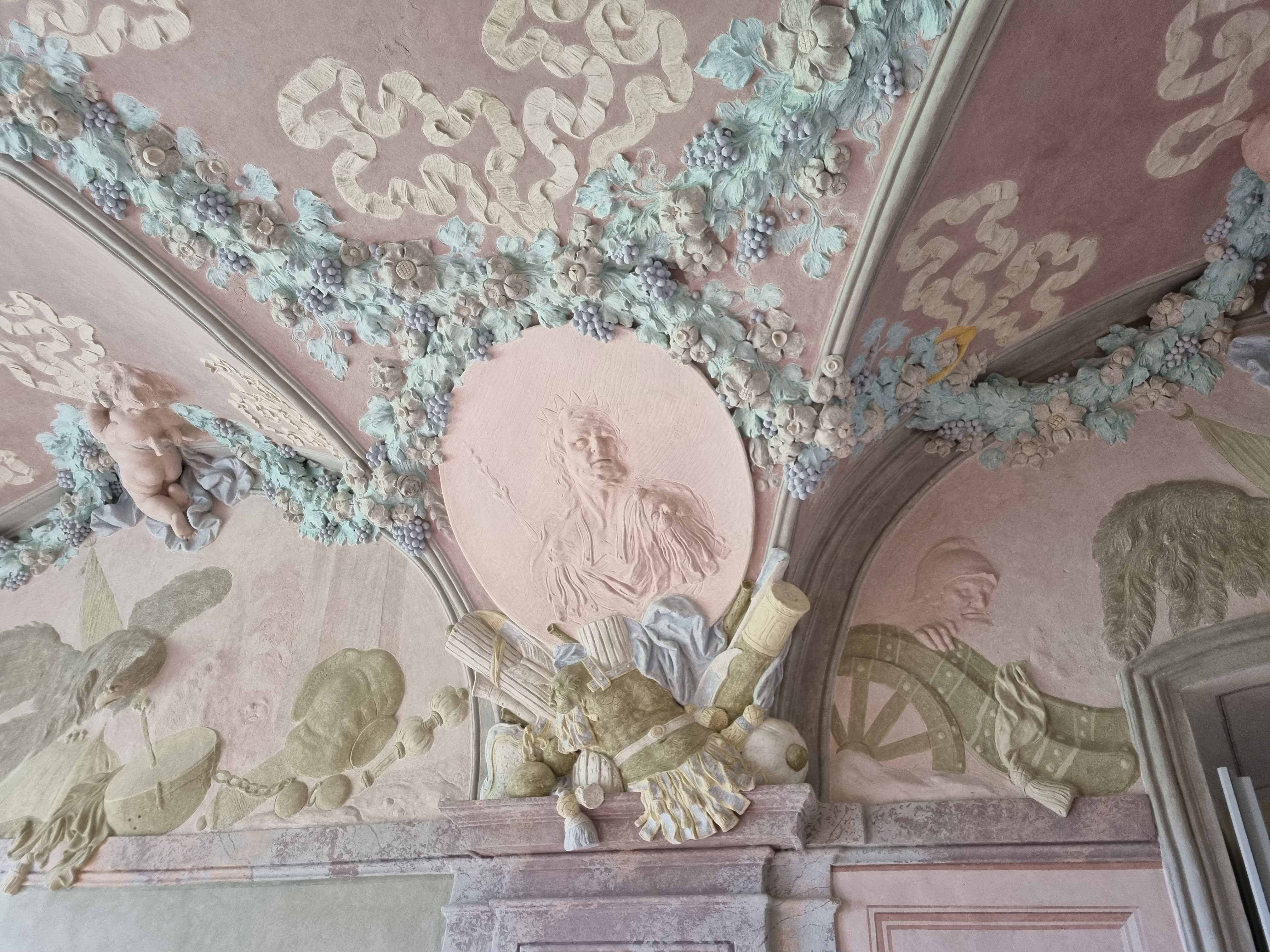
Výzdoba na zámku Uherčice

Z realizací pro šlechtické objednavatele na našem území je významná výzdoba zámku v Uherčicích pro polního maršála Donáta Heisslera (před 1696), zámku Police pro Berchtoldy (1702–1705) nebo refektáře františkánského kláštera v Uherském Hradišti pro rod Petřvaldských (1708).

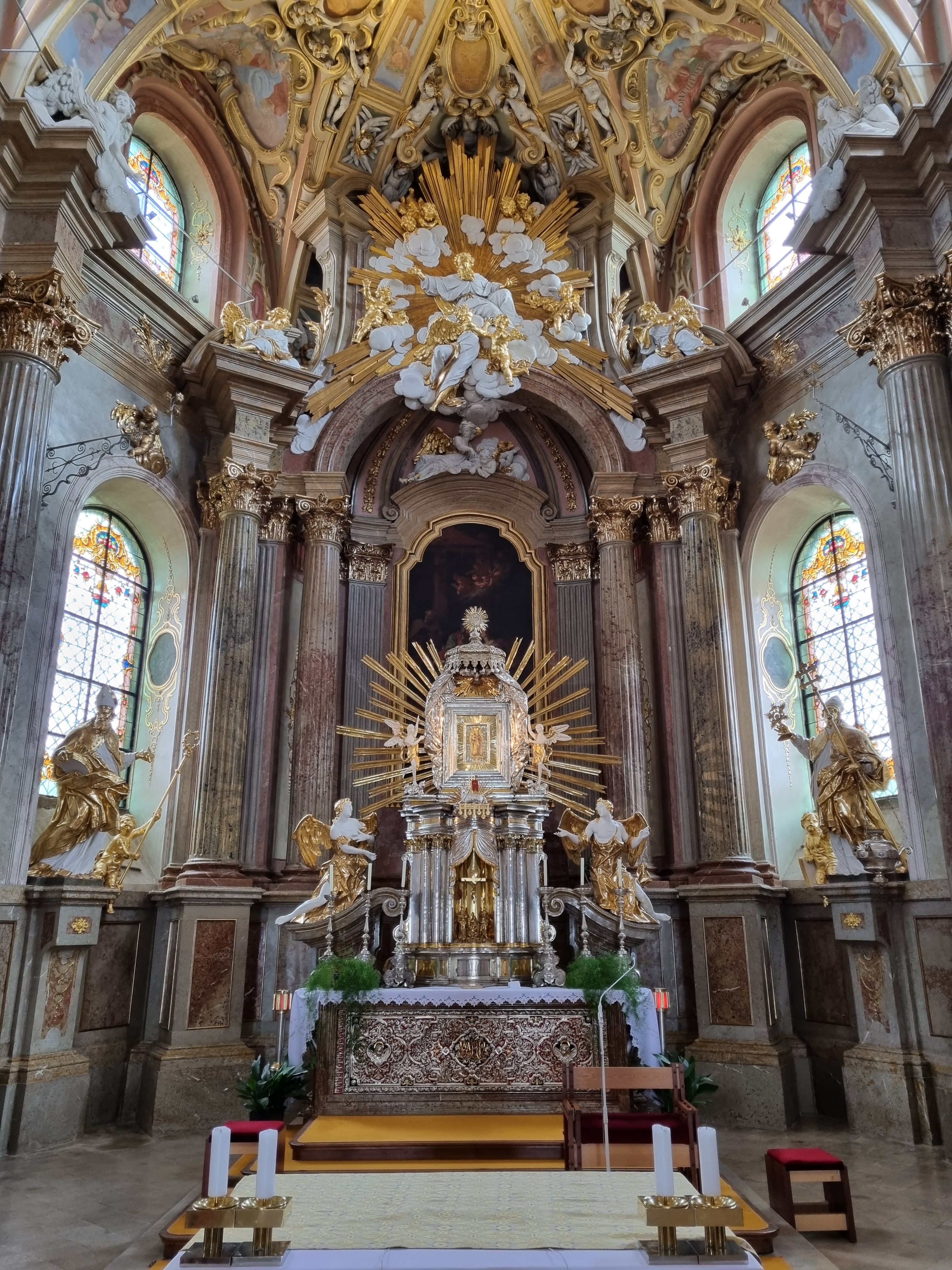
Hlavní oltář kostela na Svatém Kopečku

Epilogem Fontanovy životní práce na Moravě se staly honosné výzdoby mariánských kostelů na Svatém Kopečku u Olomouce a na Velehradě. Chrámy, které spadaly pod premonstrátský, respektive cisterciácký řád, opatřil v letech 1722–1727 štukovou výzdobou, kterou povrchově upravil zlacením a leštěnou bělí. Sochy andělů a světců v dynamických pózách umístil na retabula oltářů pokrytých barevným umělým mramorem. Štuky na klenbách bočních kaplí kostela na Velehradě rámují částečně zachované fresky Paola Paganiho. Těžce nemocný sochař se po těchto zakázkách odebral do rodného města v Itálii, kde roku 1733 zemřel a je pochován tamním kostele San Vitale.

## Realizace

### Morava
- Olomouc
  - štuková výzdoba bývalého premonstrátského kláštera Hradisko:
    - 1692–1693: sakristie, slavnostního schodiště, kapitulní kaple, letního refektáře a dalších místností – částečně zachováno
    - 1702–1704: knihovny a zimního refektáře – spolupráce I. Montim
    - 1718: klášterního kostela Nanebevzetí Panny Marie – nezachováno (pouze oltář sv. Augustina)

  - 1708: štuková výzdoba kaple sv. Antonína Paduánského v bývalém františkánském kostele Neposkvrněného početí Panny Marie – spolupráce s I. Montim
  - mezi 1699–1706: štuková výzdoba hlavic sloupů, horizontálních vlysů v lodi a kupolích v bývalém dominikánském kostele sv. Michala – spolupráce s I. Montim
  - kolem 1710: štuková výzdoba portálu Loretánské kaple v katedrále sv. Václava
  - kolem 1718: kolem 1722–1727: štuková výzdoba oltářů baziliky Navštívení Panny Marie, včetně kaple v ambitech na Svatém Kopečku
  - kolem 1719: štuková výzdoba supraport a portál kanovnické rezidence na ulici Křížkovského 12, čp. 513 – dílna
  - kolem 1720: štuková výzdoba supraport měšťanského domu na ulici 8. května 7, čp. 521 – dílna    - Klenba knihovny kláštera Hradisko
    - Klenba kostela sv. Michala
    - Kaple sv. Antonína v kostele Neposkvrněného Početí P. Marie
    - Loretánská kaple v katedrále sv. Václava
    - Oltář sv. Augustina na Svatém Kopečku

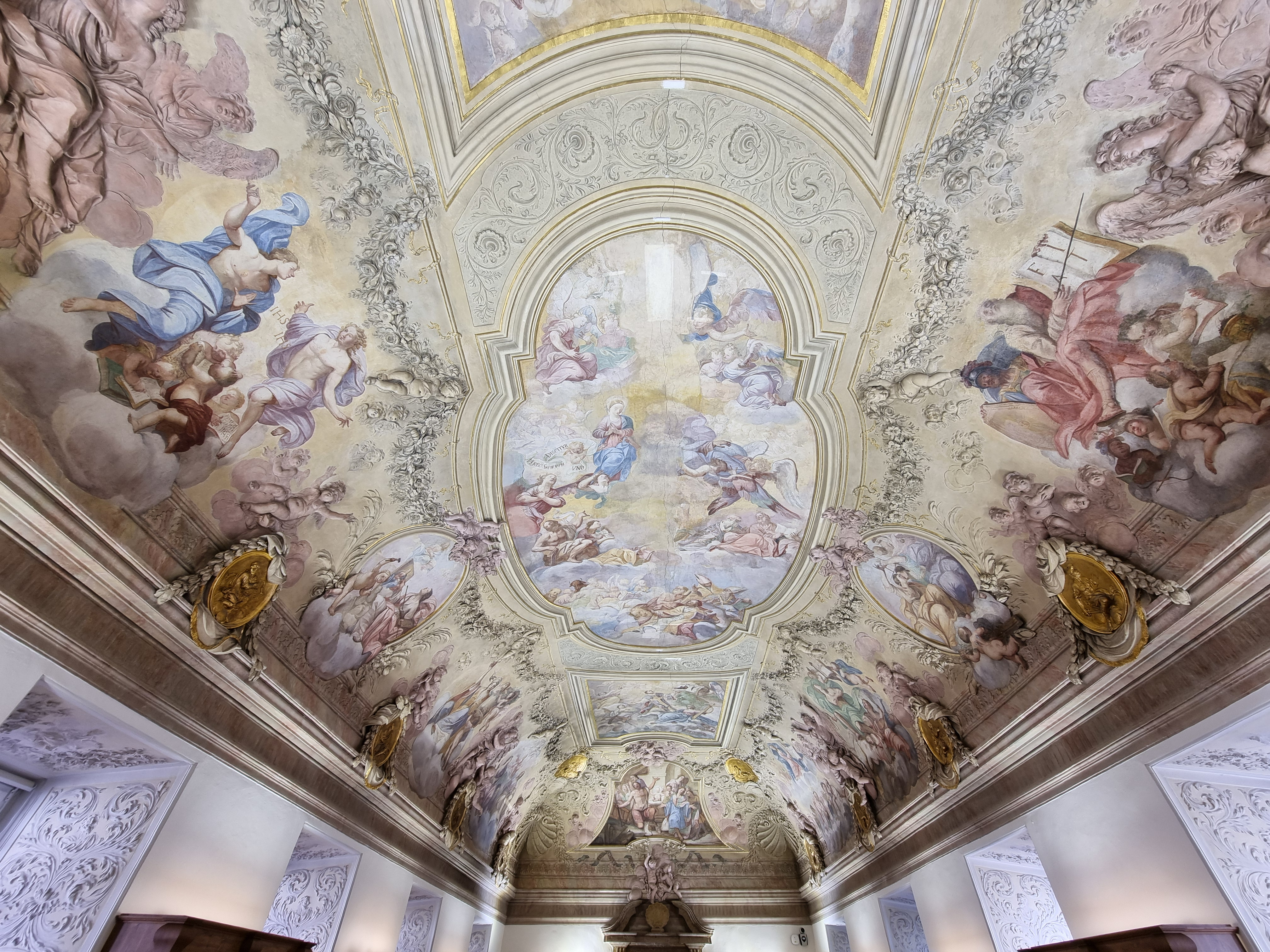
Klenba knihovny kláštera Hradisko
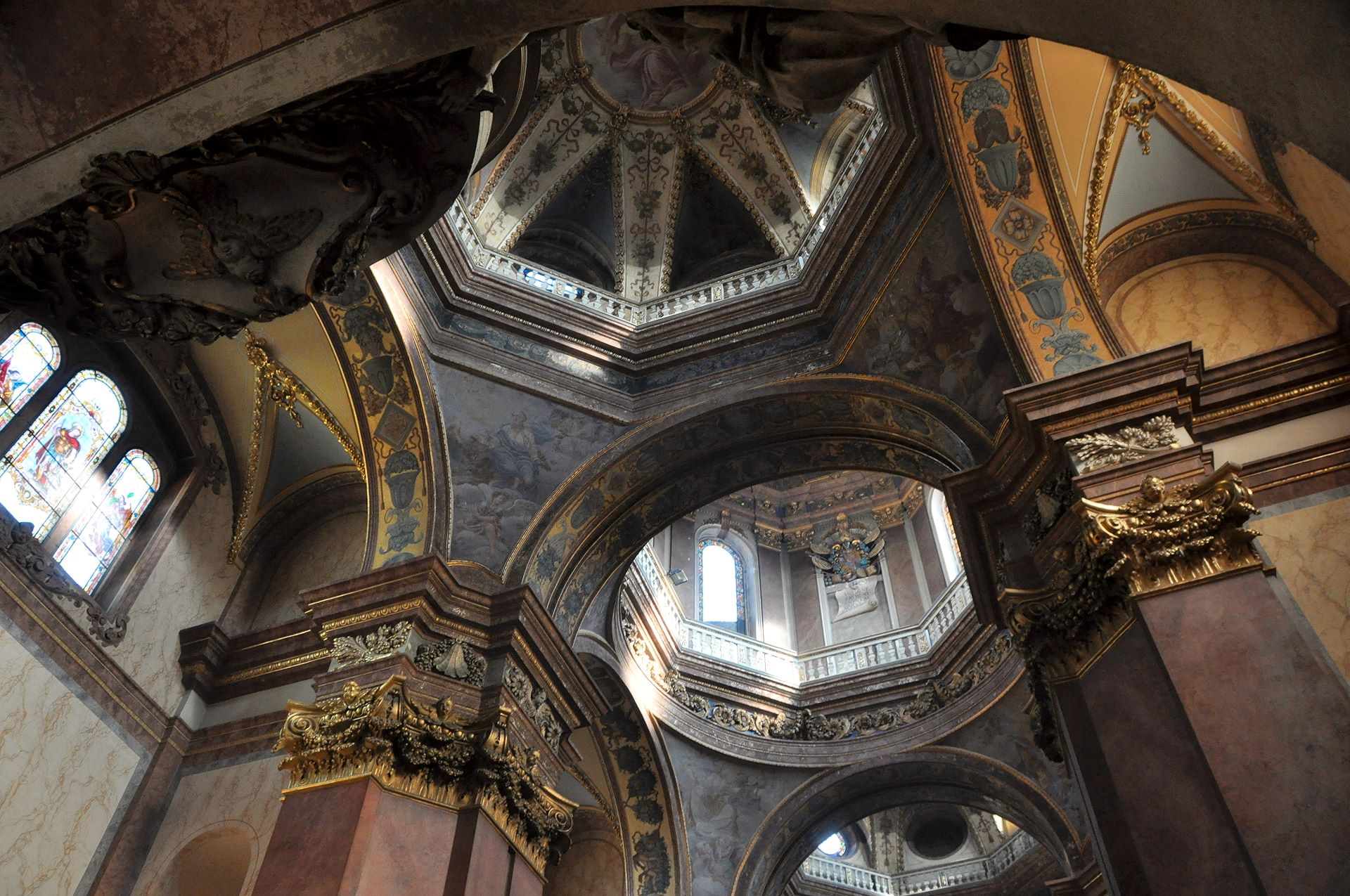
Klenba kostela sv. Michala
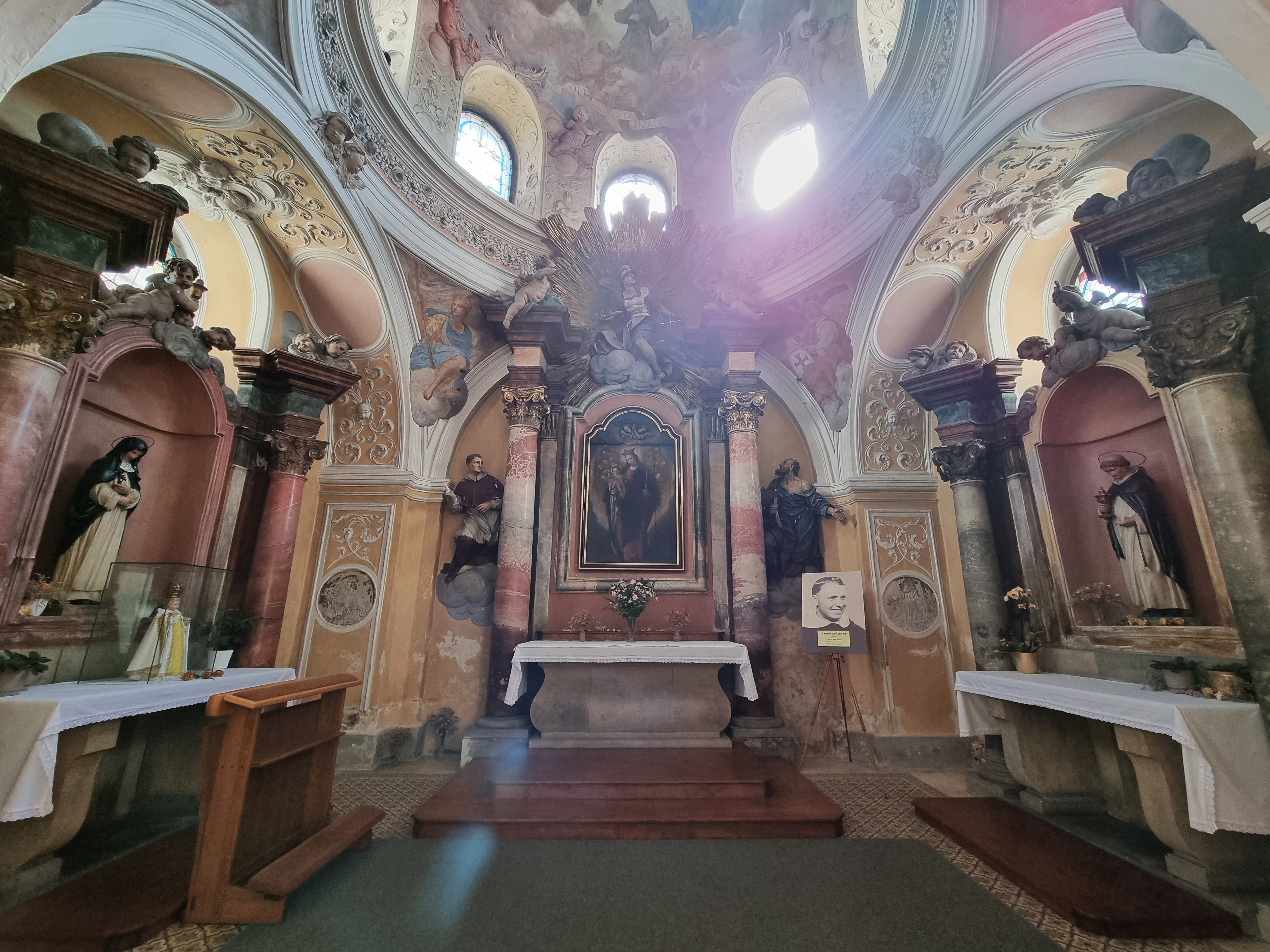
Kaple sv. Antonína v kostele Neposkvrněného Početí P. Marie
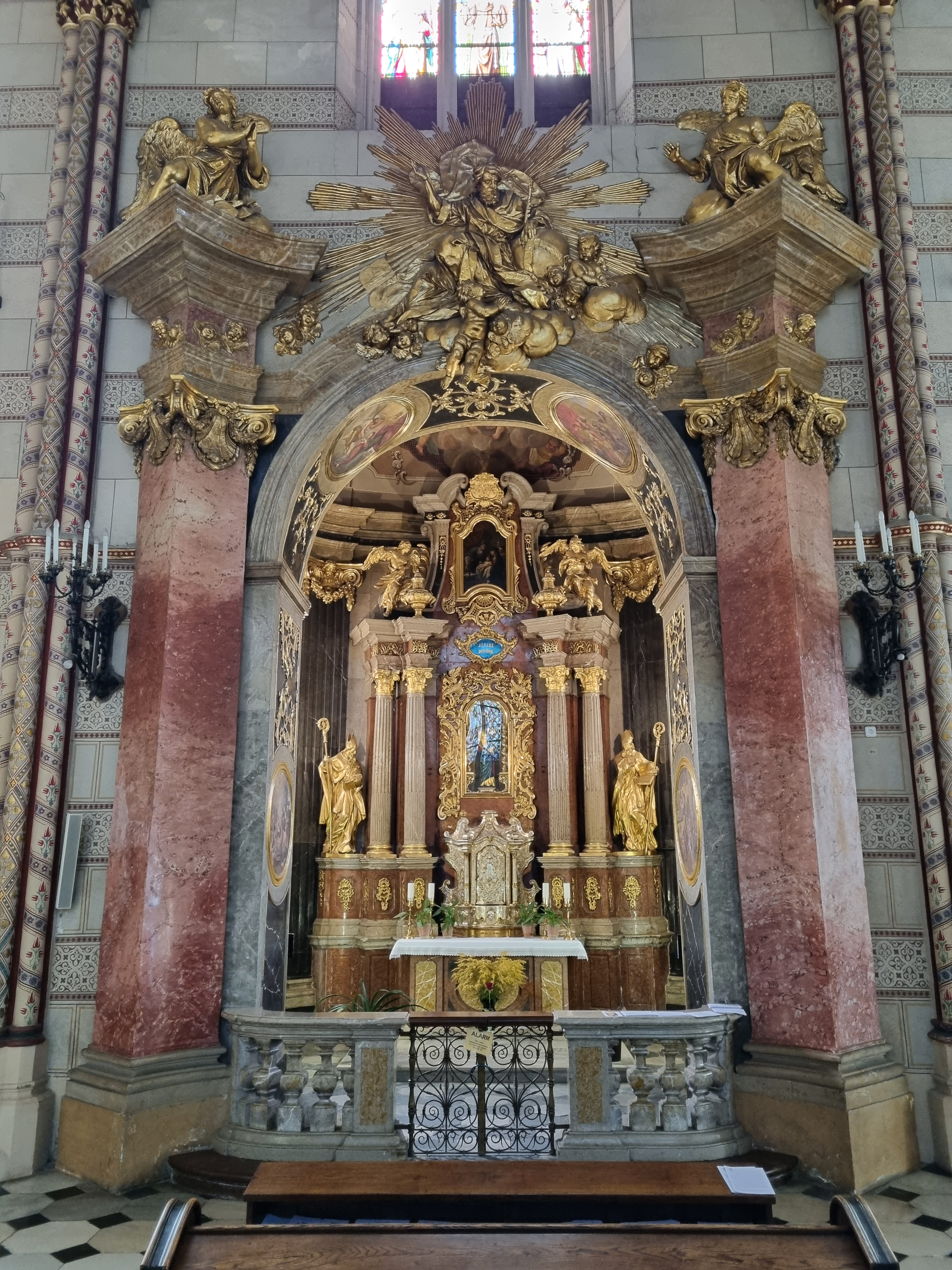
Loretánská kaple v katedrále sv. Václava
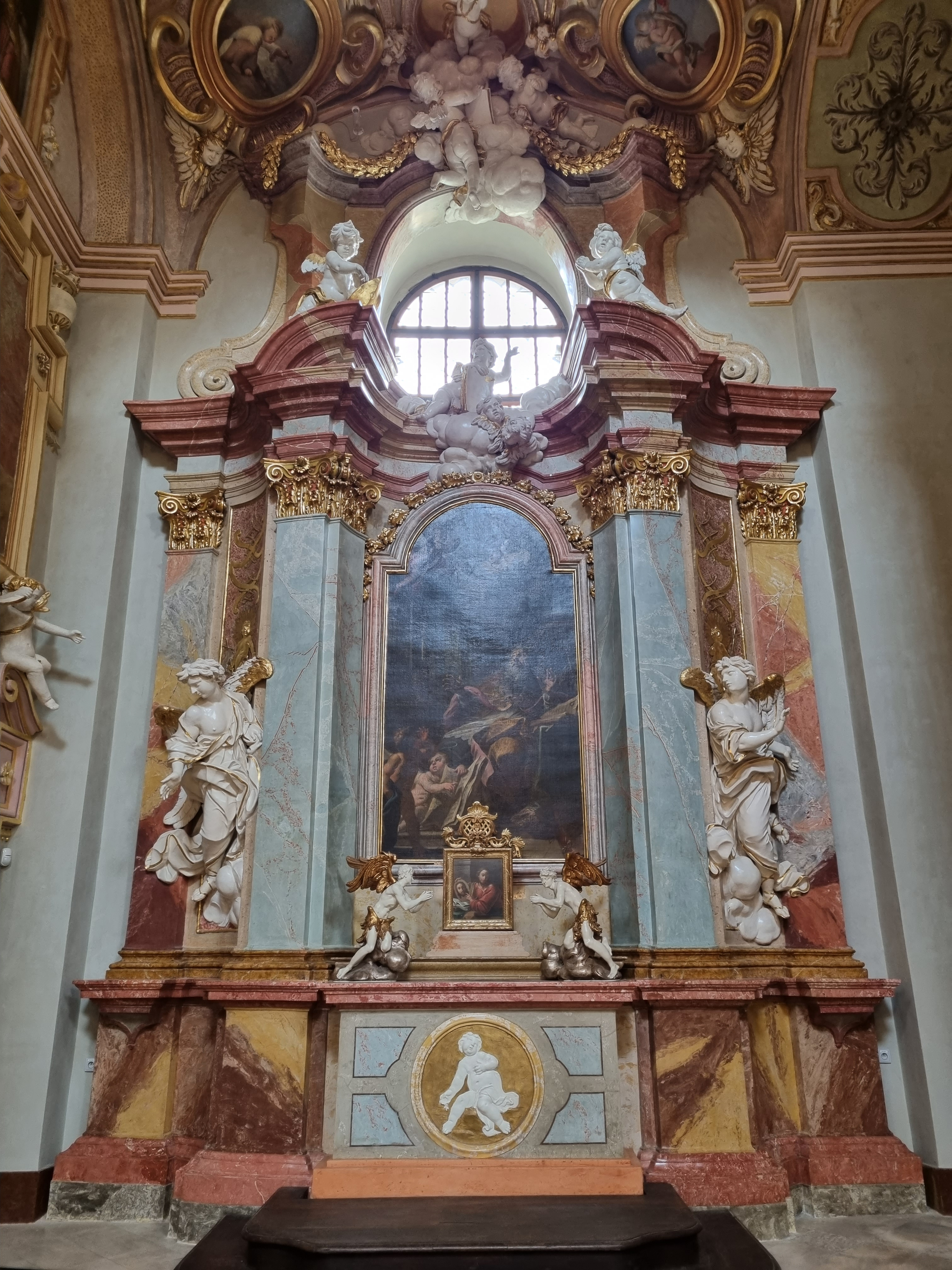
Oltář sv. Augustina na Svatém Kopečku

- kolem 1688: štuková výzdoba poutního kostela sv. Jakuba a sv. Anny ve Staré Vodě – nedochováno, (pouze fragmenty pilastrů)

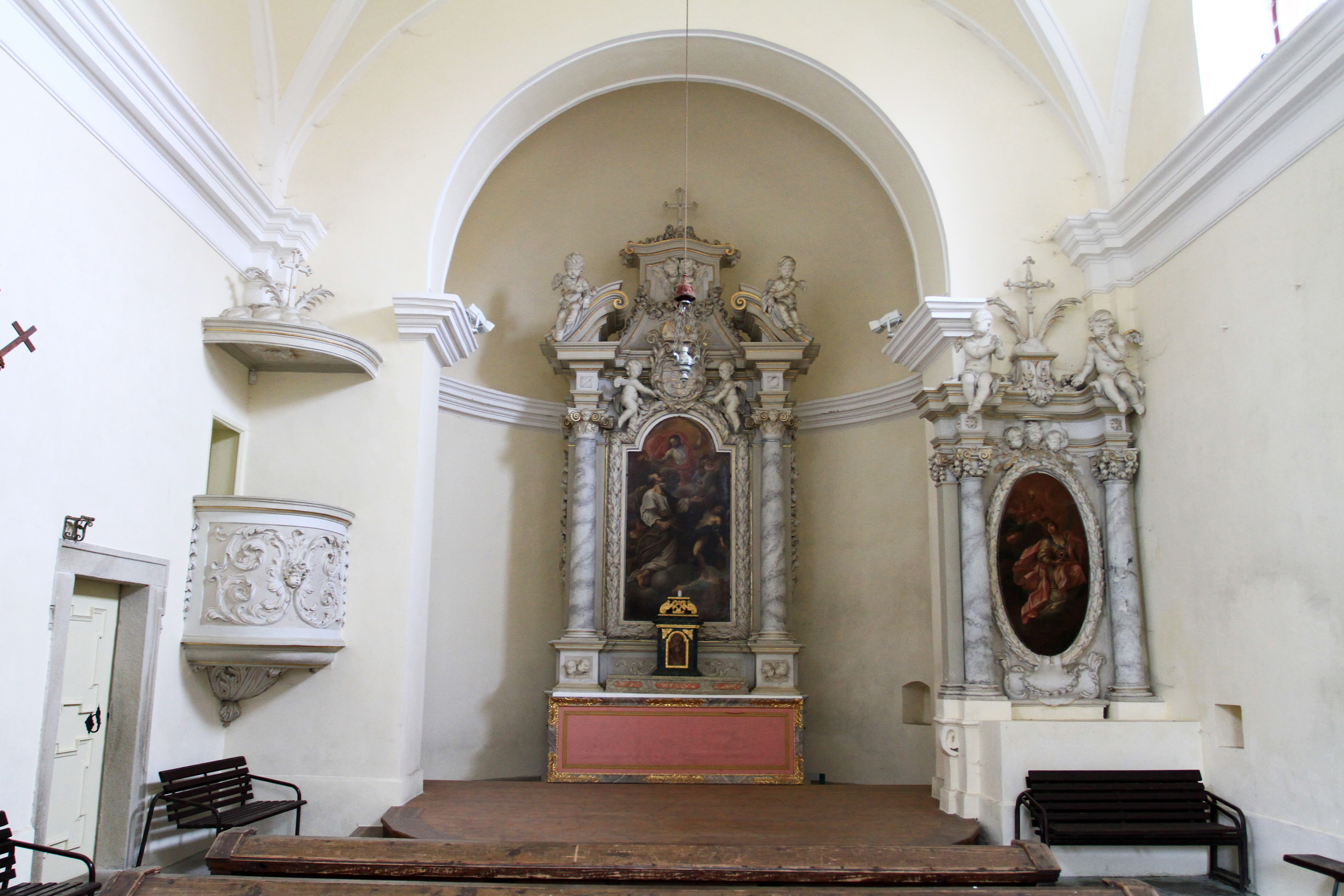
1688–1689: štuková výzdoba hlavního oltáře, oltáře sv. Barbory a kazatelny v hradní kapli sv. Ondřeje v Hukvaldech
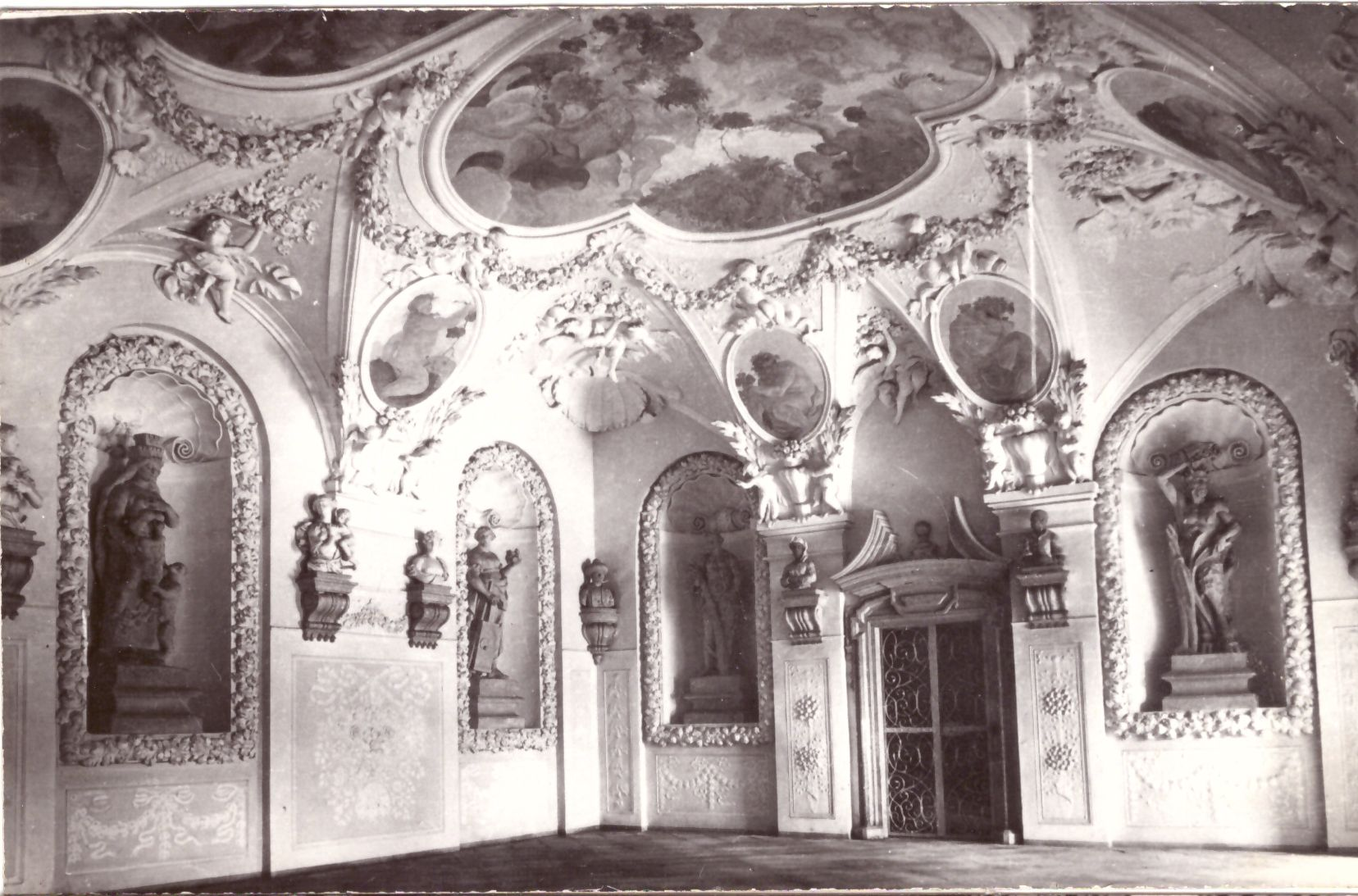
Sala terrena kroměřížského zámku
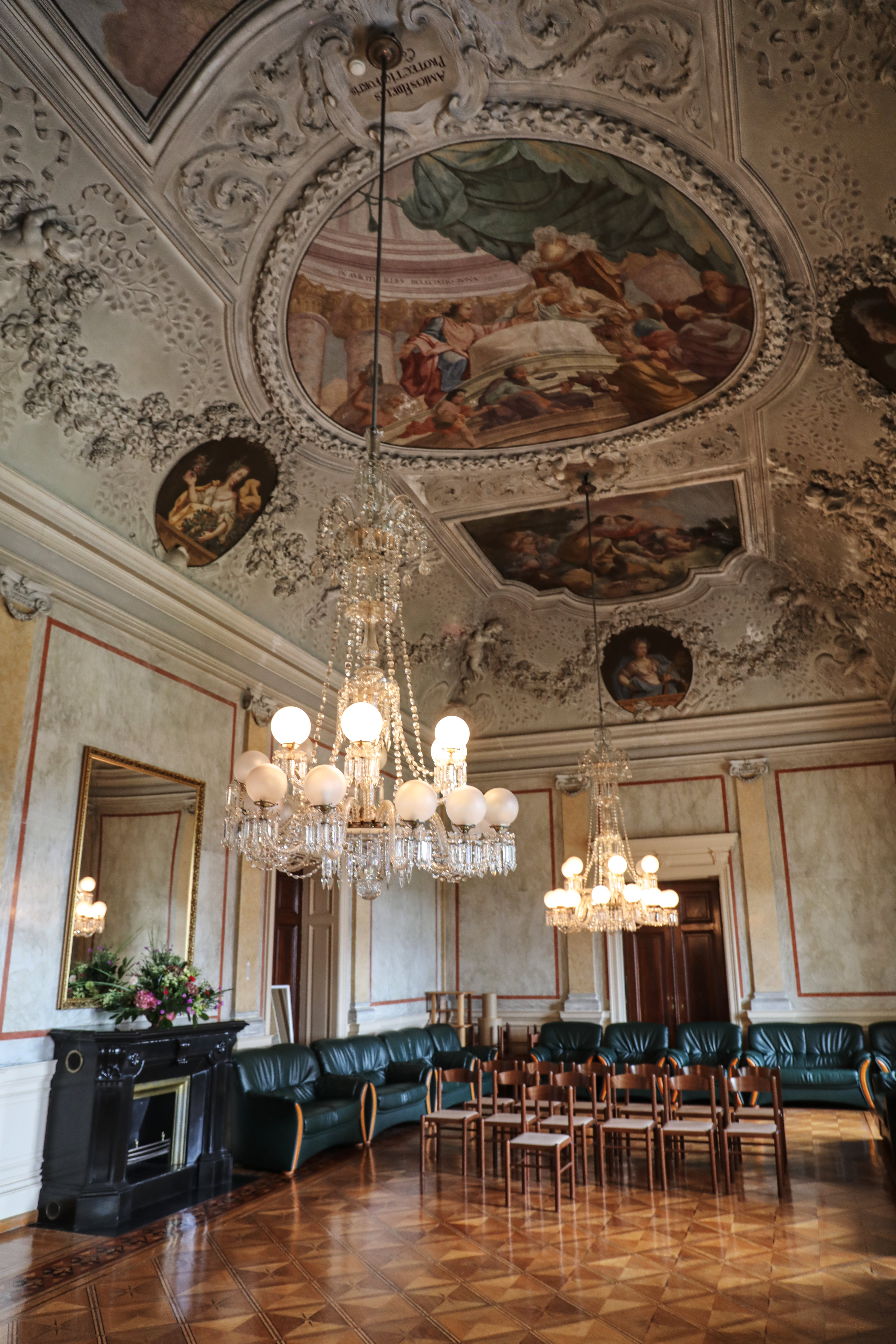
Hlavní sál zámku Šebetov
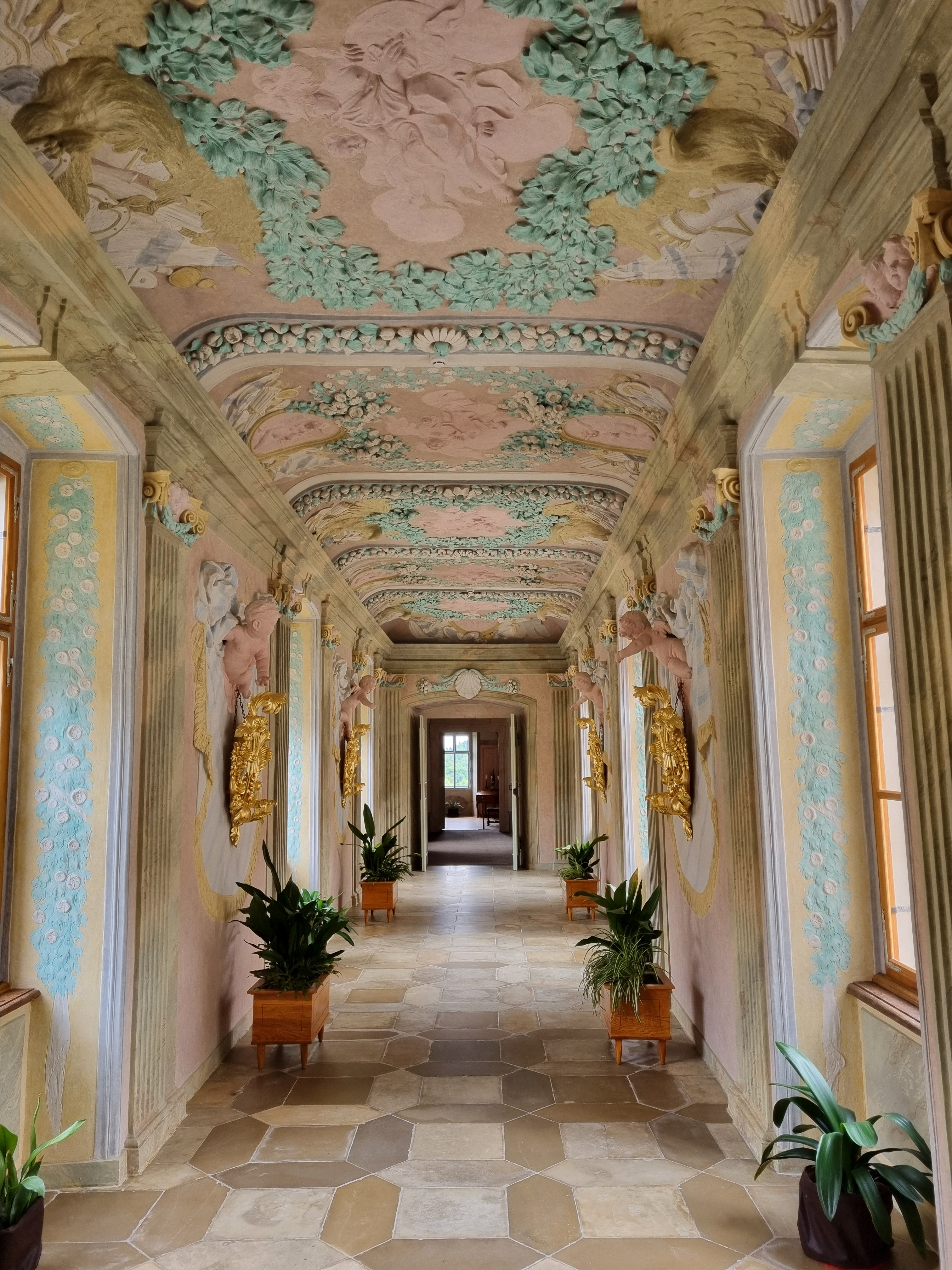
Andělská chodba na zámku Uherčice

- 1691–1693: štuková výzdoba devíti pokojů a saly terreny Arcibiskupského zámku v Kroměříži – spolupráce s P. Paganim – zachováno pouze v sale terreně
- 1692: štuková výzdoba kaple sv. Otýlie v kostele Nanebevzetí Panny Marie ve Vyškově
- 1694: štuková výzdoba dvou pokojů a hlavního sálu bývalé premonstrátské rezidence v Šebetově
- před 1696: štuková výzdoba pokojů ve východním křídle zámku v Uherčicích – výzdoba pokojů v západním křídle a kapli vzniklá v letech 1705–1708 je dílem okruhu příp. dílny
- 1702–1703: štuková výzdoba kaple Panny Marie Bolestné v kostele Narození Panny Marie v Konicích
- mezi 1702–1705: štuková výzdoba místností zámku Police
- 1704: štuková výzdoba pokojů a kaple bývalé premonstrátské rezidence ve Vřesovicích – dochováno ve fragmentech
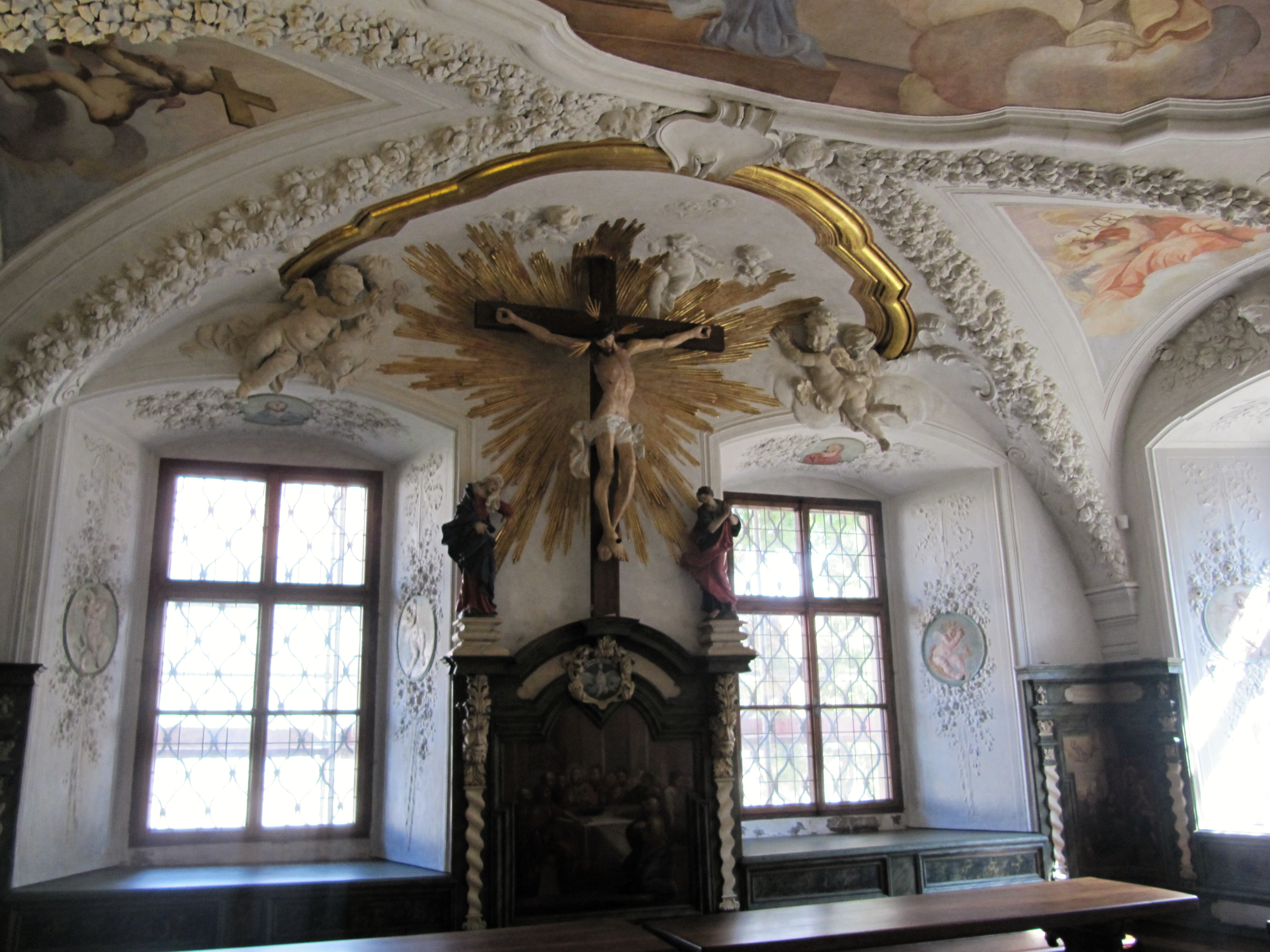
kolem 1708: štuková výzdoba refektáře ve františkánském klášteře v Uherském Hradišti – spolupráce s I. Montim
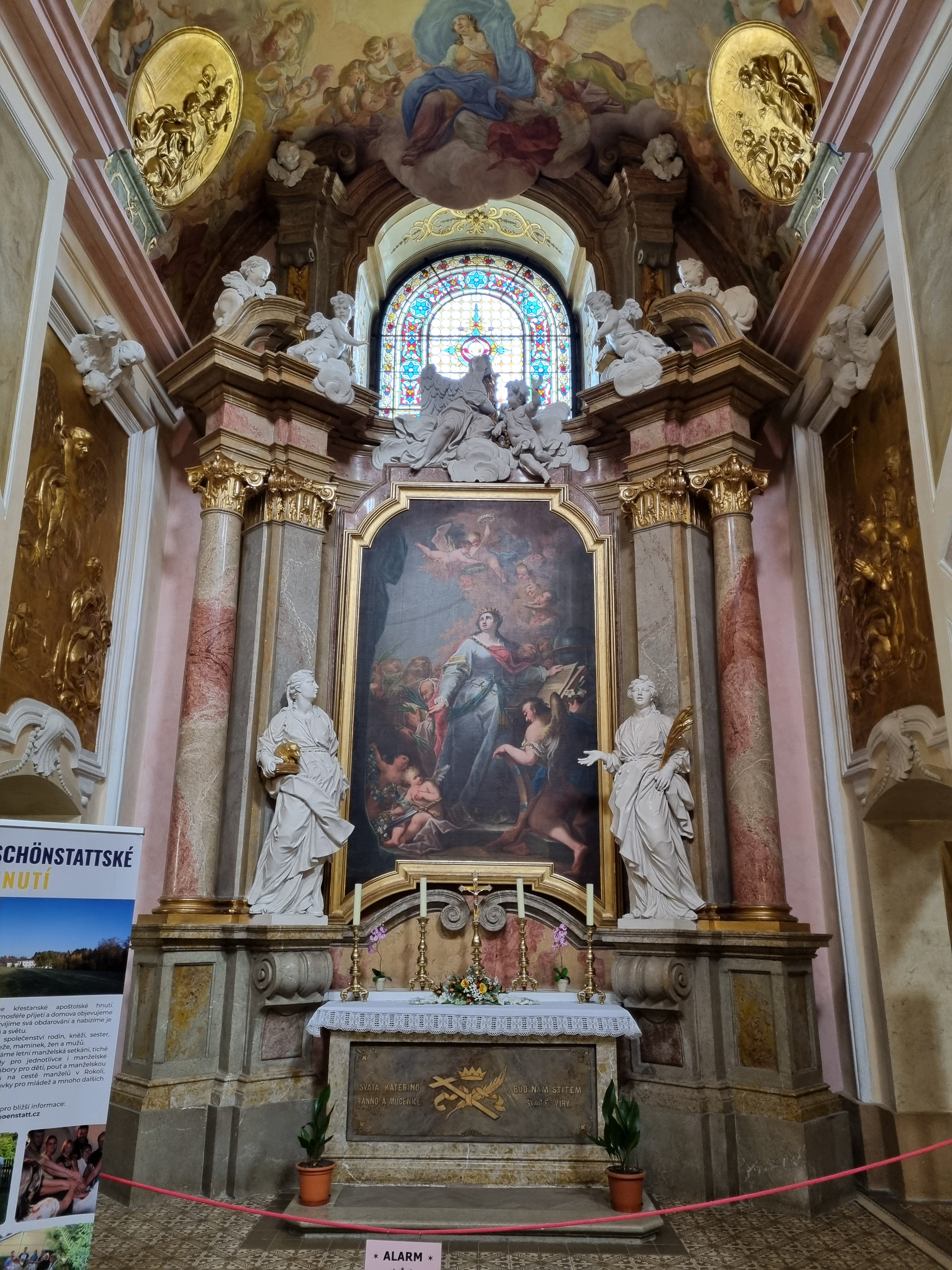
Oltář sv. Barbory, bazilika na Velehradě
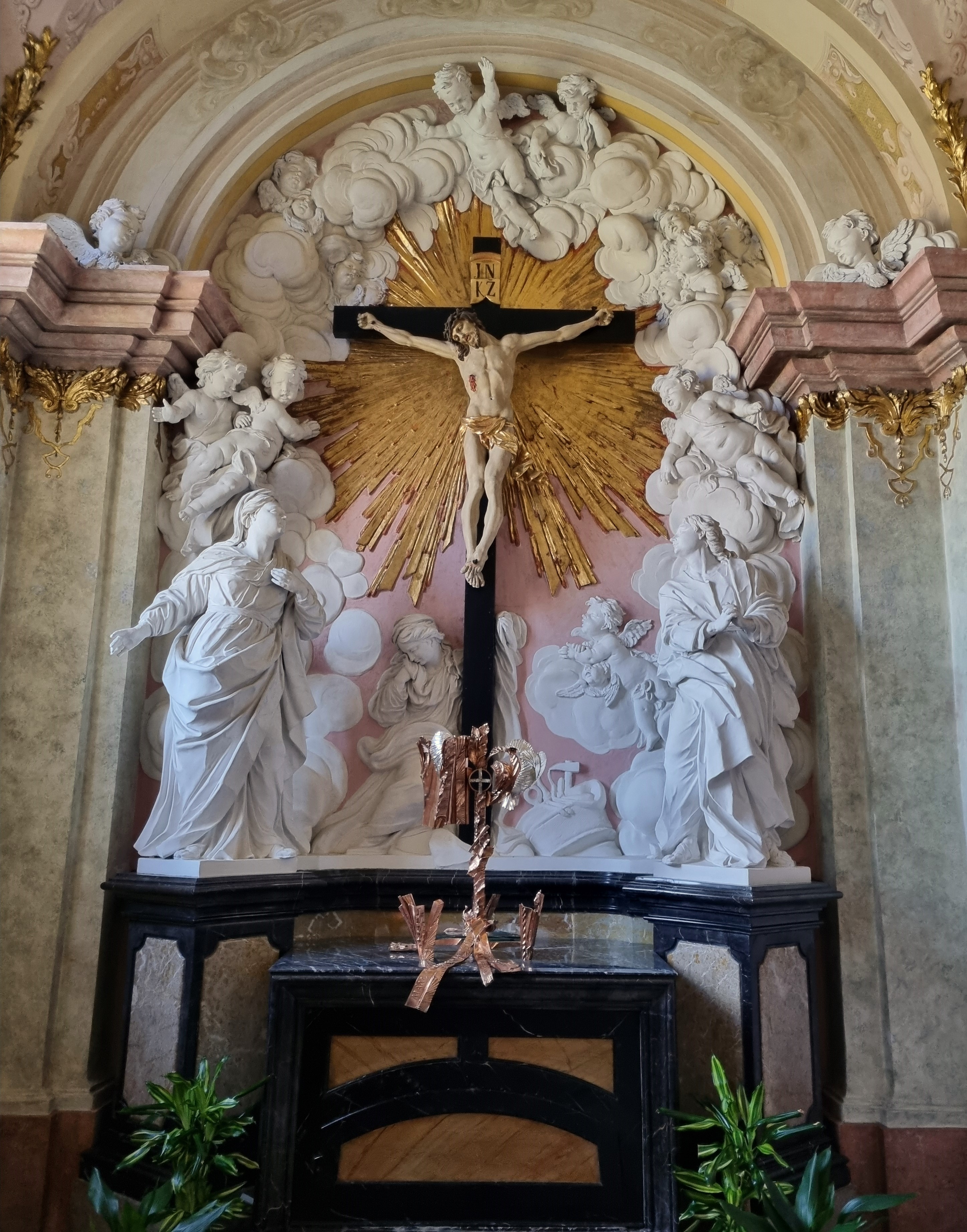
Oltář sv. Kříže, bazilika na Velehradě

- 1717–1718: štuková výzdoba kostela sv. Petra a Pavla v Kelči – nezachováno
- 1717–1718: štuková výzdoba oltářů a kazatelny poutního kostela Narození Panny Marie a sv. Anny v Rajnochovicích
- mezi 1717–1721: štuková výzdoba kostela Povýšení sv. Kříže v Brodku u Prostějova – dílna
- kolem 1724–1727: štuková výzdoba oltářů baziliky Nanebevzetí Panny Marie na Velehradě – spolupráce s P. Paganim
- 1725–1726: štuková výzdoba kaple bývalé cisterciácké rezidence v Brněnských Ivanovicích
- 1727–1728: štuková výzdoba refektáře a místností bývalého augustiniánského kláštera ve Šternberku – zachováno pouze v tzv. klenotnici  - Interiér hradní kaple v Hukvaldech
  - Sala terrena kroměřížského zámku
  - Hlavní sál zámku Šebetov
  - Andělská chodba na zámku Uherčice
  - Refektář františkánského kláštera v Uherském Hradišti
  - Oltář sv. Barbory, bazilika na Velehradě
  - Oltář sv. Kříže, bazilika na Velehradě

### Polsko
- 1693: štuková výzdoba kaple Morstynů v kostele sv. Klimenta ve Věličce – dochováno ve fragmentech
- 1699: štuková výzdoba oltářů v presbytáři kostela klarisek ve Starym Sączku

- Krakov
  - 1695–1702: štuková výzdoba, včetně fasády univerzitního kostela sv. Anny – spolupráce s I. Montim a P. Paganim
  - 1697–1699: štuková výzdoba Vlašské kaple ve františkánském klášteře – částečně zachováno
  - 1697: štuková výzdoba hlavního sálu paláce pod Krzysztofory (U Kryštofů)
  - kolem 1700: štuková výzdoba sálu domu pod Gruszką (U Hrušky)
  - kolem 1700: štuková výzdoba místností domu pod Baranami (U Beranů) – dochováno ve fragmentech
  - kolem 1700: štuková výzdoba kabinetu domu Hypolitů
  - kolem 1700: štuková výzdoba kaple včetně náhrobku sv. Hyacinta v dominikánském kostele sv. Trojice
  - 1700: štuková výzdoba fasády karmelitánského kostela Navštívení Panny Marie na Písku – částečně zachováno
  - 1700–1701: štuková výzdoba kostela klarisek sv. Ondřeje    - Kaple Immaculaty v kostele sv. Anny

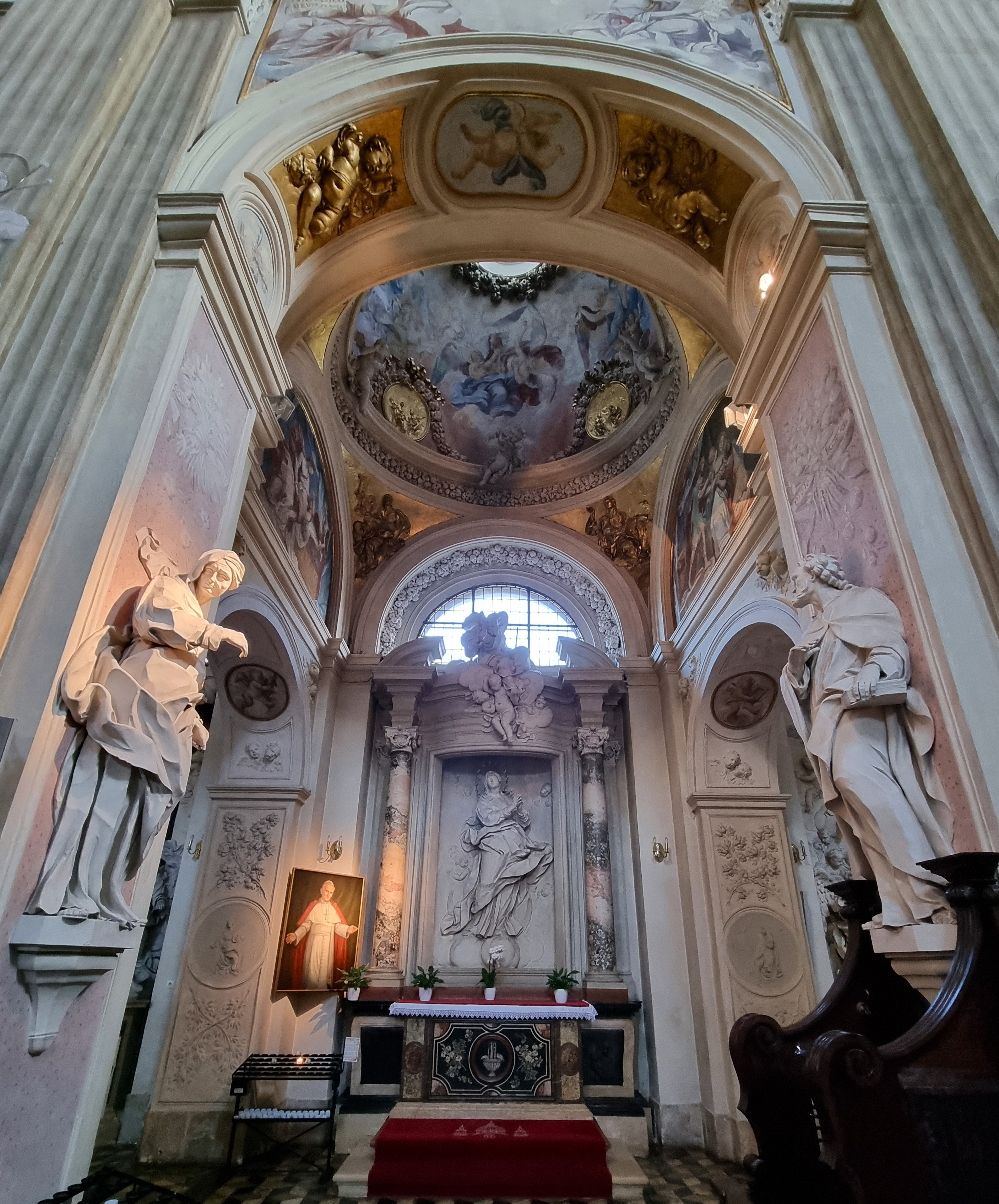
Kaple Immaculaty v kostele sv. Anny
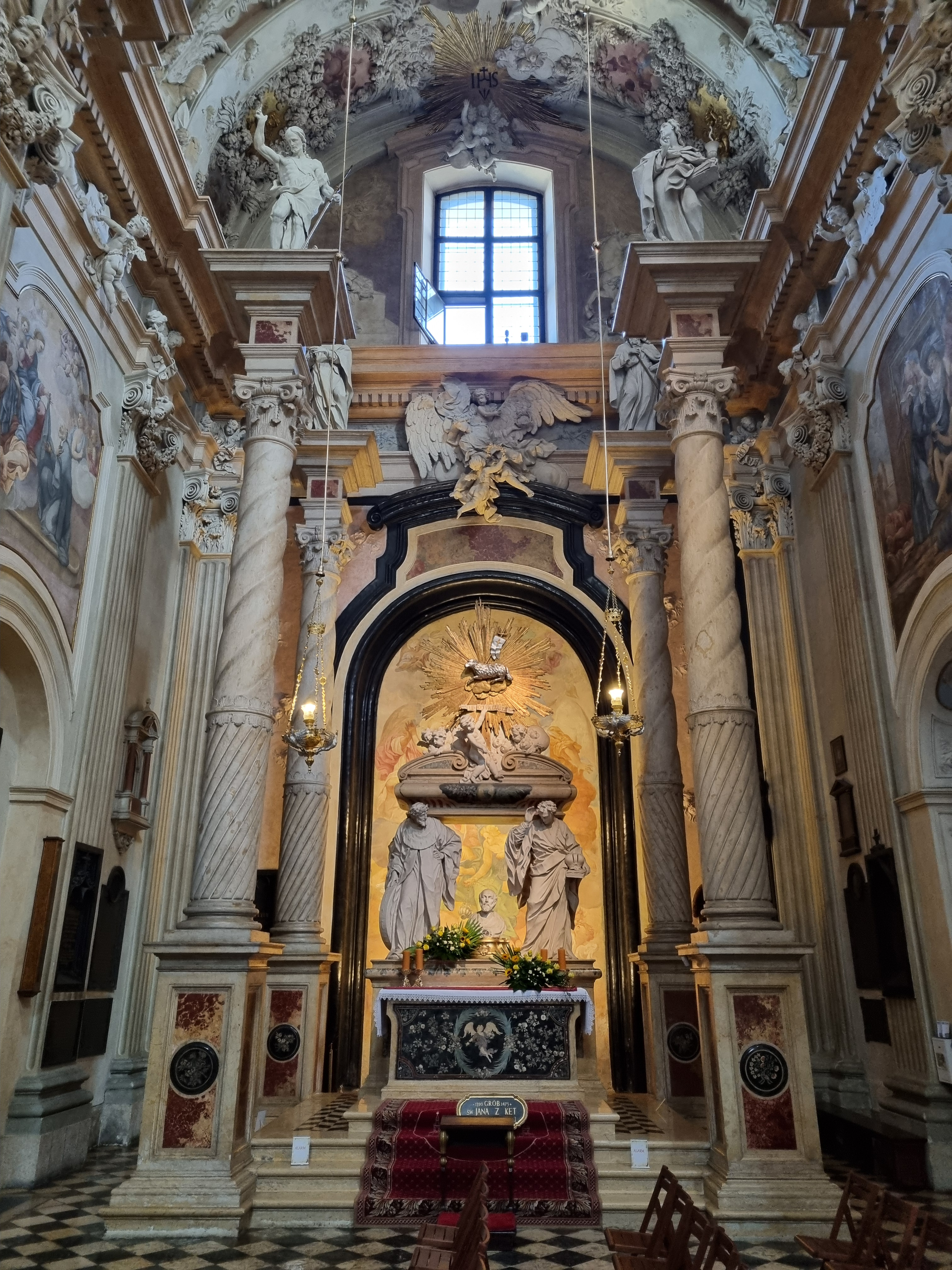
Náhrobek sv. Jana Kentského v kostele sv. Anny
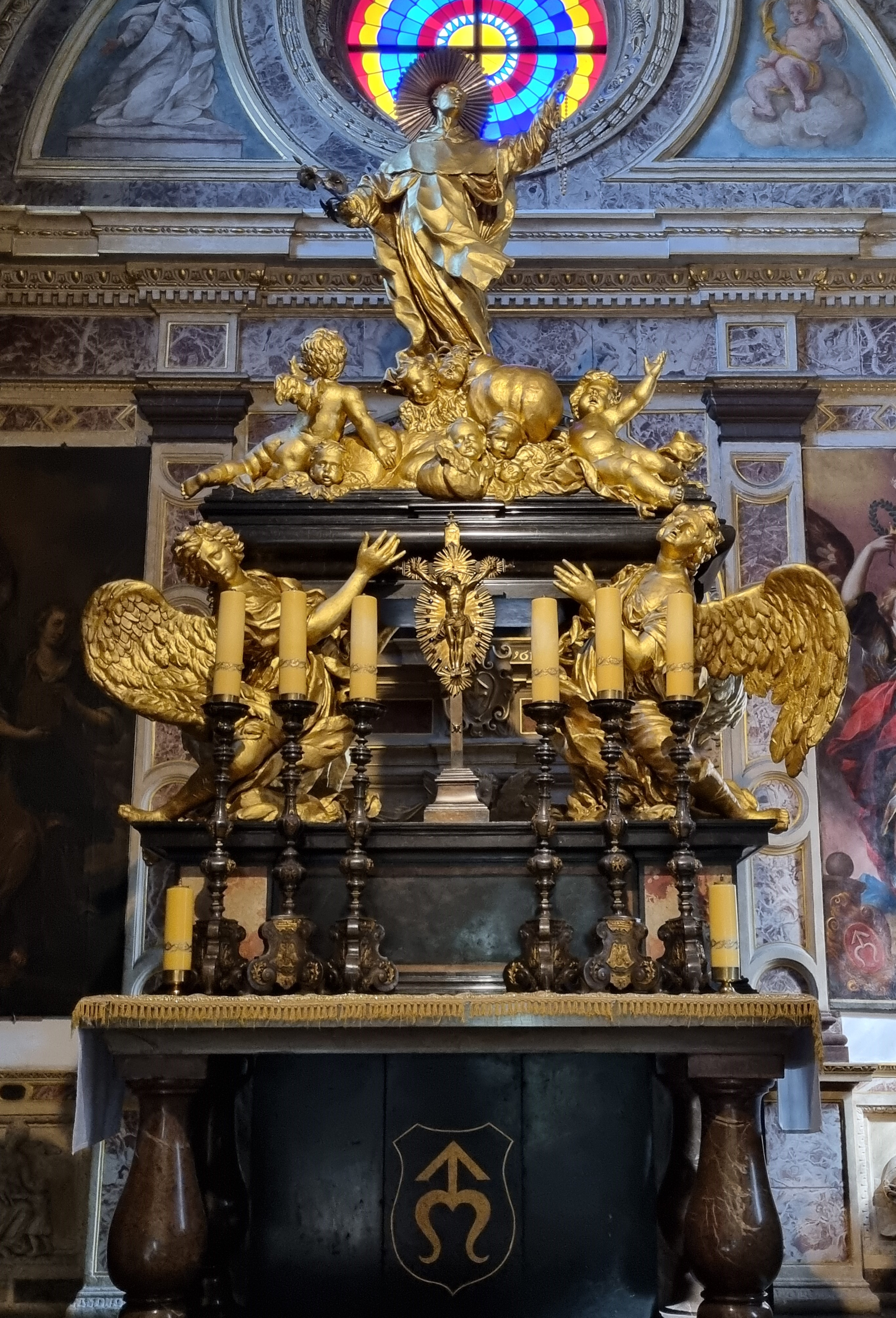
Náhrobek sv. Hyacinta v kostele sv. Trojice
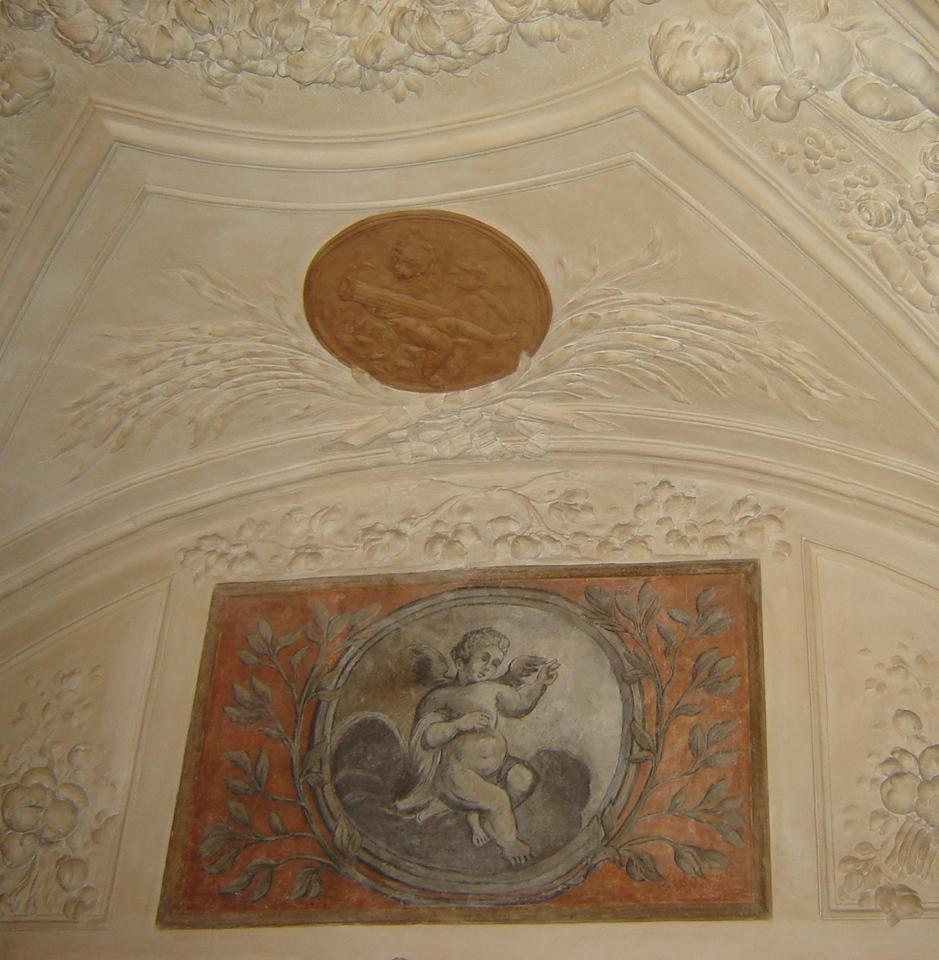
Kabinet domu Hypolitů
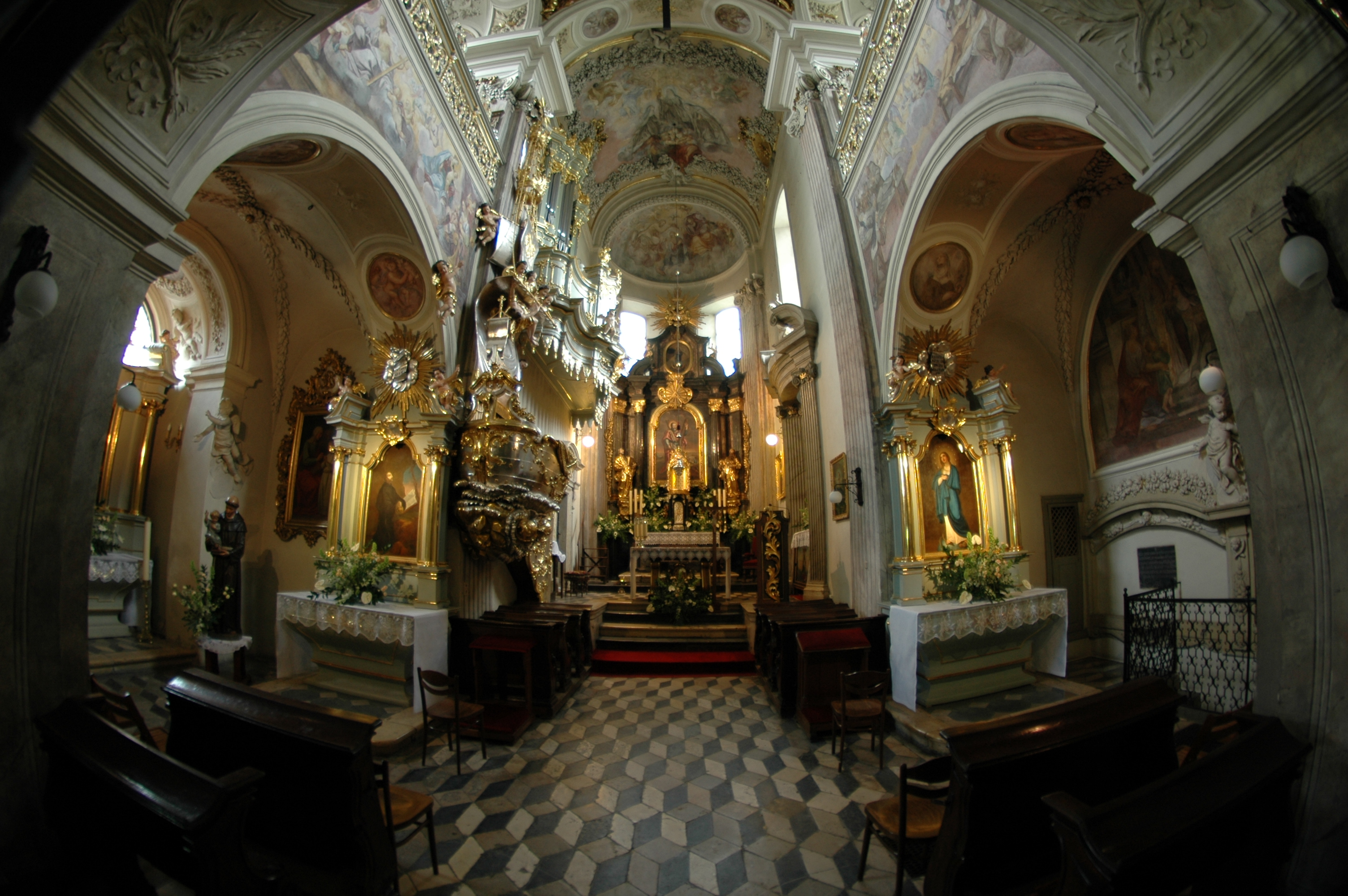
Interiér kostela sv. Ondřeje

    - Náhrobek sv. Jana Kentského v kostele sv. Anny
    - Náhrobek sv. Hyacinta v kostele sv. Trojice
    - Kabinet domu Hypolitů
    - Interiér kostela sv. Ondřeje

### Rakousko
- 1682–1683: štuková výzdoba dvou místností a sálu předků na zámku Hohenaschau v Aschau im Chiemgau

### Itálie (Švýcarsko)
- kolem 1700: štuková trofejní výzdoba s bustou Minervy v domě Casa Cantoni v Cabbiu
- 1701: štuková výzdoba sakristie kostela San Giovanni Evangelista v Morbio Superiore